# Metropolitan Borough of Bolton
Bolton – dystrykt metropolitalny w hrabstwie ceremonialnym Wielki Manchester w Anglii.

## Miasta
- Blackrod
- Bolton
- Farnworth
- Horwich
- Kearsley
- Westhoughton

## Inne miejscowości
Astley Bridge, Chew Moor, Darcy Lever, Eagley, Egerton, Great Lever, Harper Green, Little Lever, Over Hulton, Prestolee, Stoneclough i Wingates.